# Coccigodínia
La coccigodínia és un terme mèdic que significa dolor a la zona del còccix, sovint provocat per una caiguda sobre el còccix o per una irritació persistent generalment per estar assegut.

### Fisiopatologia
Les dues causes principals d'aquest trastorn són l'impacte sobtat degut a una caiguda i la coccigodínia causada per la pressió del part en dones. Altres maneres en què es desenvolupa la coccigodínia són la luxació parcial de la símfisi sacrococcigeal que possiblement pot provocar un moviment anormal del còccix per estar massa assegut, i un trauma repetitiu dels lligaments i músculs circumdants, donant lloc a la inflamació dels teixits i del dolor.

## Diagnòstic
Una sèrie de trastorns diferents poden causar dolor a l'àrea general del còccix, però no totes impliquen el còccix i els músculs que hi estan connectats. La primera tasca del diagnòstic és determinar si el dolor està relacionat amb el còccix. L'examen físic rectal, les radiografies d'alta resolució i les exploracions per ressonància magnètica poden descartar diverses causes no relacionades amb el còccix, com ara el quist de Tarlov i el dolor referit des de més amunt de la columna vertebral. Tingueu en compte que, al contrari de la majoria dels llibres de text anatòmics, la majoria dels còccixs consten de diversos segments: el "còccix fracturat" sovint es diagnostica quan el còccix és de fet normal.
Una prova senzilla per determinar si el còccix està implicat és la injecció d'anestèsic local a la zona. Si el dolor es relaciona amb el còccix, això hauria de produir un alleujament immediat.
Si la prova anestèsica resulta positiva, una radiografia dinàmica (assegut/de peu) o una ressonància magnètica pot mostrar si el còccix es disloca quan el pacient s'asseu.
L'ús de raigs X dinàmics en 208 pacients que van donar resultats positius amb la prova anestèsica va mostrar:
- 31% No es pot identificar la causa del dolor
- 27% Hipermobilitat (flexió excessiva del còccix cap endavant i cap amunt quan està assegut)
- 22% Luxació posterior (luxació parcial del còccix cap enrere quan està assegut)
- 14% Espícula (esperó ossi) al còccix
- 5% Luxació anterior (luxació parcial del còccix cap endavant quan està assegut)

Aquest estudi va trobar que el patró de lesions era diferent segons l'obesitat dels pacients: els pacients obesos eren més propensos a tenir luxació posterior del còccix, mentre que els pacients prims eren més propensos a tenir espícules.

## Prevalència
Un estudi de 2000 casos de mal d'esquena derivats a l'hospital va trobar que el 2,7% van ser diagnosticats de coccigodínia. Aquest tipus de dolor es presenta cinc vegades més freqüentment en dones que en homes. Pot ocórrer a qualsevol edat, amb una edat mitjana d'inici al voltant dels 40 anys. No hi ha associacions ètniques o racials amb la coccigodínia.

## Característiques clíniques
Les activitats que exerceixen pressió sobre la zona afectada són anar en bicicleta, muntar a cavall i altres activitats com l'augment de seure posen estrès directe al còccix. Sovint es caracteritza per un dolor que empitjora amb el restrenyiment i que es pot alleujar amb el moviment intestinal. Poques vegades, fins i tot les relacions sexuals poden agreujar els símptomes.

## Tractament no quirúrgic

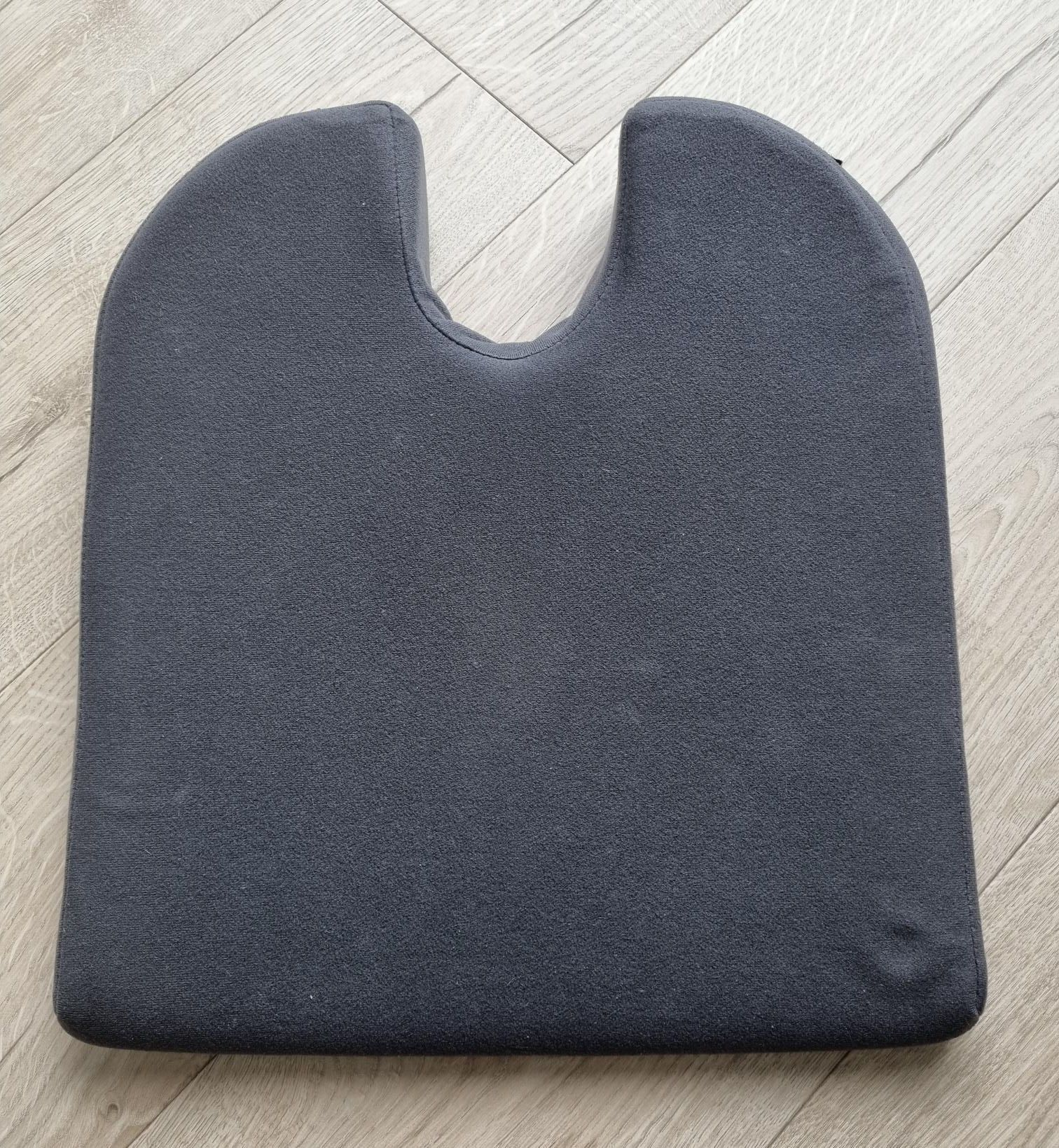
Coixí de còccix amb una entrada

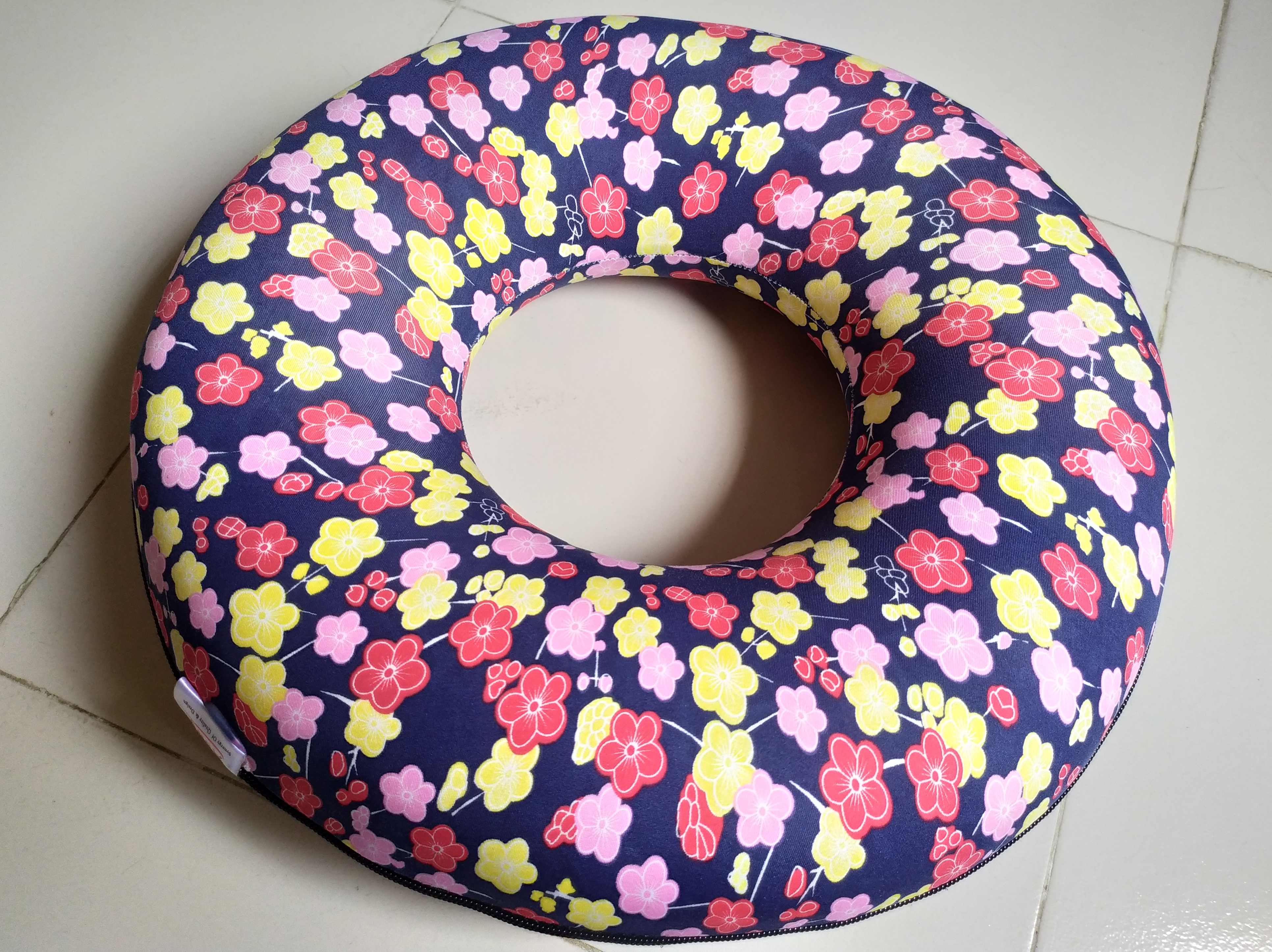
Coixí tipus Donut

Atès que asseure's a la zona afectada pot agreujar la condició, es recomana un coixí amb una entrada a la part posterior sota el còccix. Si hi ha dolor al còccix amb els moviments intestinals, els suavitzants de femta (laxants lubricants o emolients) i l'augment de fibra a la dieta poden ajudar. Es poden prescriure medicaments antiinflamatoris com ara els AINE.
Si el dolor persisteix, es poden aplicar altres tractaments. El tractament manual es realitza mitjançant massatge repetit dels músculs units al còccix, a través de l'anus. Aquest tractament sol ser donat per una parella íntima, un quiropràctic, un osteòpata o un fisioterapeuta. Thiele va aplicar aquest tractament a una sèrie de 169 pacients amb coccídinia i va informar que el 63% es van curar.
Els cirurgians ortopèdics solen injectar glucocorticoides a l'articulació dolorosa. Maigne i Tamalet van aplicar aquest tractament a 86 pacients sota guia fluoroscòpica. Dos mesos després de la injecció, el 50% dels pacients amb luxació o hipermobilitat es van millorar o es van curar, però només el 27% dels pacients sense anormalitat visible van millorar. Quan s'havia trobat una anormalitat, la injecció va alleujar el dolor, l'anormalitat es va mantenir però va deixar de ser dolorosa.
De vegades s'apliquen blocatges nerviosos temporals o permanents en casos. Foye et al. va informar que els blocatges nerviosos temporals repetits per injecció al gangli impar podrien alleujar-se en diversos casos, i de vegades n'hi havia prou amb una sola injecció.

## Tractament quirúrgic
Si els tractaments no quirúrgics no aconsegueixen alleujar el dolor, o en casos de càncer, es pot requerir una cirurgia per extirpar el còccix (coccigectomia). En els casos en què el dolor persisteix després de la cirurgia, els fàrmacs estàndard per al dolor crònic, com els antidepressius tricíclics, poden ajudar a alleujar-lo.